# Turnês de Britney Spears

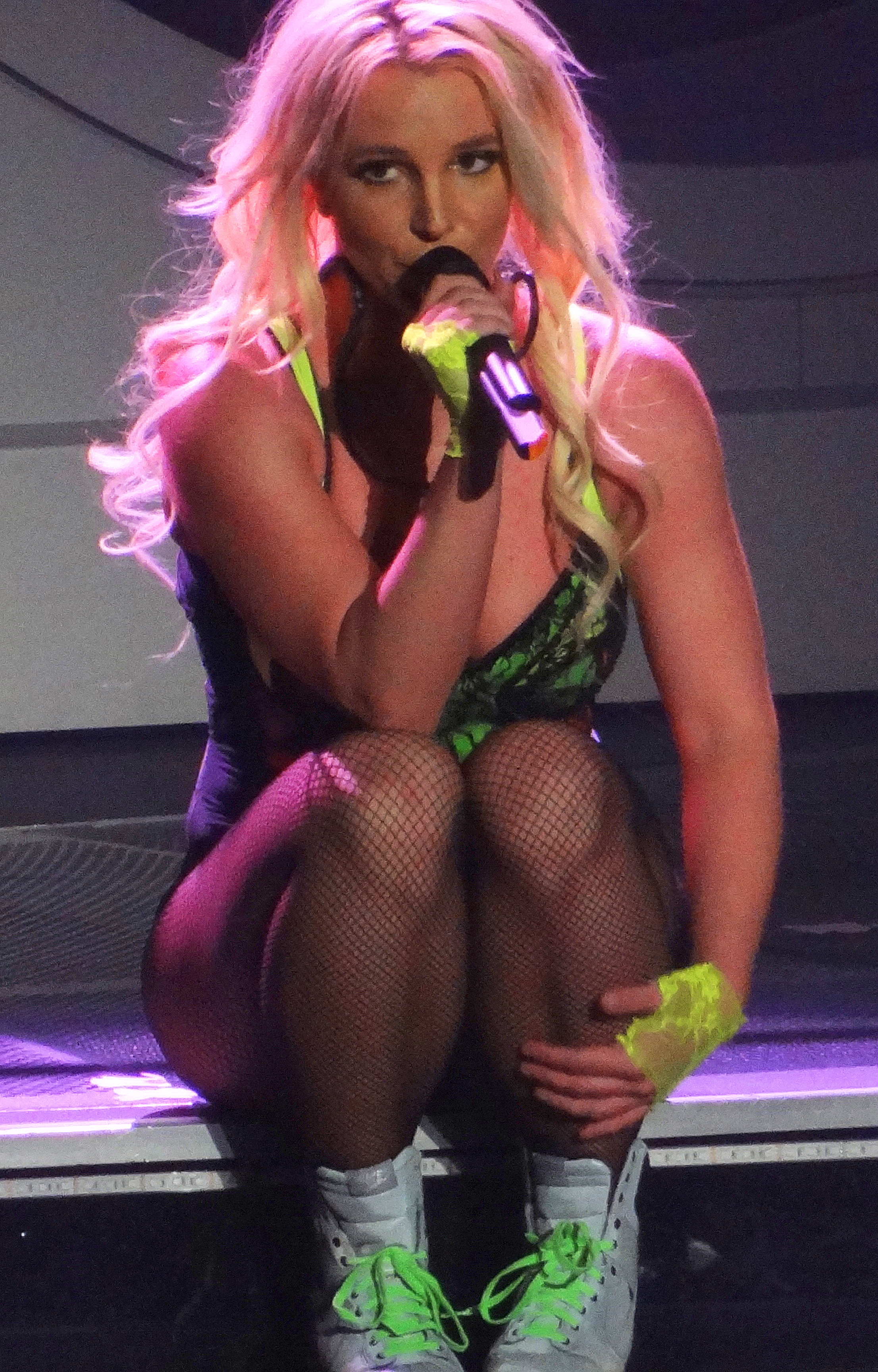
Spears durante apresentação do concerto Britney: Piece of Me em 2014.

A cantora americana Britney Spears já embarcou em 7 grandes turnês, sendo seis delas mundiais. Ficou entre os 25 artistas que mais lucraram com turnês na década de 2000 com cerca de 216.229.560 dólares arrecadados em 255 concertos, sendo 158 desses com lotação máxima, para 3.704.826 pessoas. A sua turnê mais lucrativa foi a The Circus Starring: Britney Spears que arrecadou 131.8 milhões de dólares em 97 shows, colocando-se na quinta posição entre as turnês mais bem sucedidas de 2009. Essa também foi a quarta turnê mais lucrativa na América do Norte em 2009, faturando 82.5 milhões de dólares em 61 shows. A digressão seguinte, Femme Fatale Tour, arrecadou 68.7 milhões de dólares em 79 concertos e terminou o ano de 2011 como a 11ª mais bem sucedida. Em maio de 2010, Britney possuía duas das quinze turnês femininas mais lucrativas da história, a Dream Within a Dream Tour na 12ª posição e a The Circus Starring: Britney Spears na 5ª. O maior público da sua carreira foi de 250 mil pessoas em um concerto realizado no Rock in Rio em 2001.
Em dezembro de 2013, Spears iniciou um concerto de residência no hotel Planet Hollywood, intitulado Britney: Piece of Me. Prevista para durar até dezembro de 2015, a série de espetáculos foi prolongada até 2017 devido ao sucesso. A revista Billboard informou através de uma matéria em seu site que a residência da cantora ajudou a aumentar os lucros anuais do Planet Hollywwod em cerca de 20 milhões de dólares, alterando um panorama financeiro "sombrio". Após o fim da residência, a Billboard divulgou que a arrecadação nos 248 shows foi de 137.7 milhões de dólares, com base em um total de 916.184 ingressos vendidos.

## Turnês
| Ano       | Número de shows | Título                             | Formatos |
| --------- | --------------- | ---------------------------------- | -------- |
| 1999      | 80              | ...Baby One More Time Tour         |          |
| 2000-2001 | 90              | Oops!... I Did It Again World Tour | TV       |
| 2001-2002 | 68              | Dream Within a Dream Tour          | TV, DVD  |
| 2004      | 54              | The Onyx Hotel Tour                | TV       |
| 2009      | 97              | The Circus Starring Britney Spears |          |
| 2011      | 79              | Femme Fatale Tour                  | TV, DVD  |
| 2013-2017 | 248             | Britney: Piece of Me               |          |
| 2017-2018 | 34              | Britney: Live in Concert           |          |

## Concertos notáveis
| Ano  | Número de shows | Título                      | Formatos |
| ---- | --------------- | --------------------------- | -------- |
| 1998 | 22              | 'N Sync Tour                |          |
| 1998 | 12              | Hair Zone Mall Tour         |          |
| 2000 | 24              | Crazy 2K Tour               | TV, DVD  |
| 2003 | 7               | In the Zone & Out All Night | TV       |
| 2007 | 6               | The M+M's Tour              |          |